# Katastrofa górnicza w kopalni Courrières

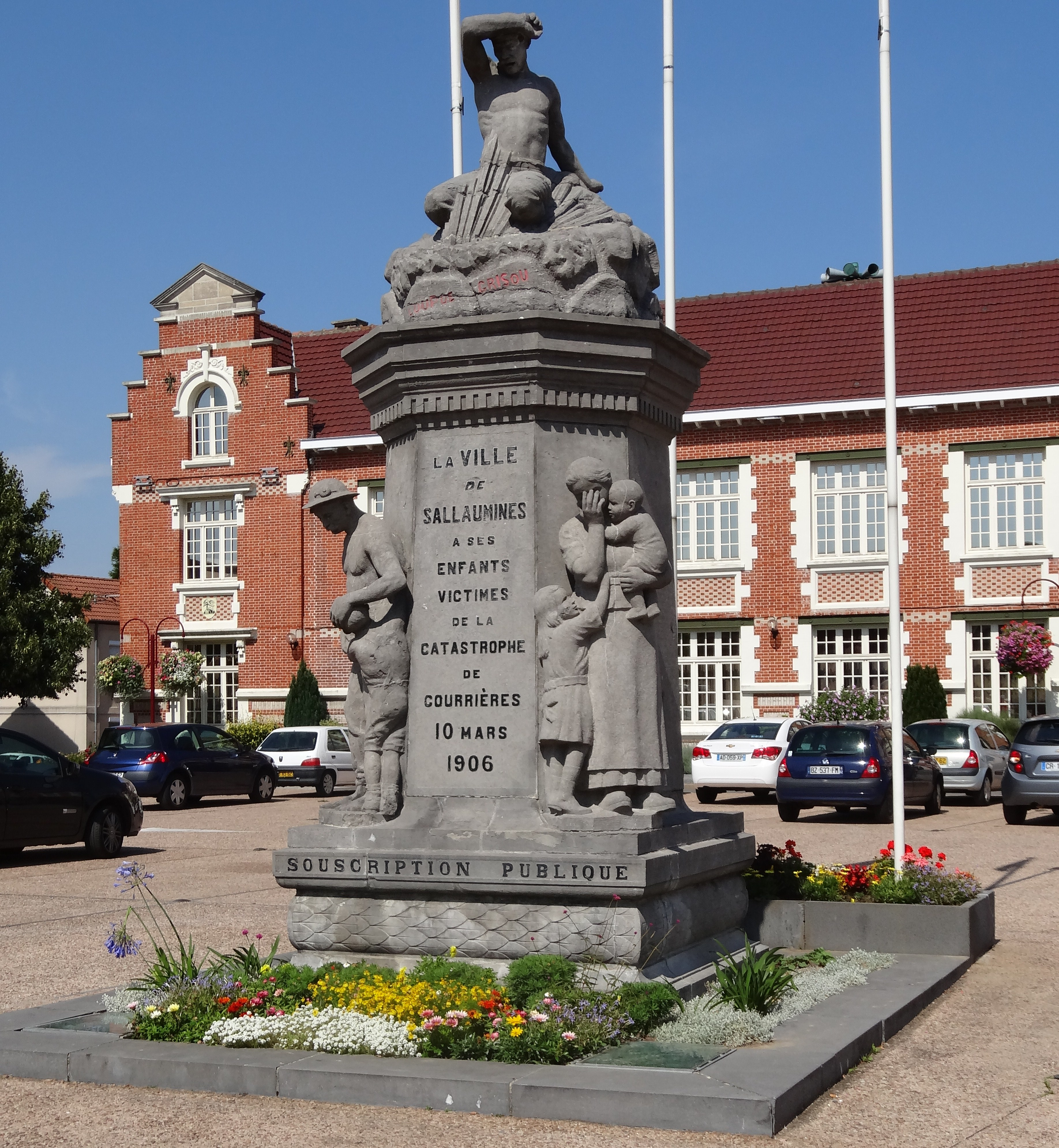
Pomnik upamiętniający ofiary katastrofy

Katastrofa górnicza w kopalni Courrières – największa katastrofa górnicza w historii Europy. Wypadek zdarzył się 10 marca 1906 roku we francuskiej kopalni węgla w miejscowości Courrières. W wyniku katastrofy zginęło 1099 górników, w tym wiele dzieci. Katastrofa w Courrières była drugim najtragiczniejszym wypadkiem w historii światowego górnictwa zaraz po katastrofie w chińskiej kopalni w Benxi, w wyniku której zginęło 1549 górników. Główną przyczyną katastrofy była eksplozja pyłu węglowego w kompleksie kopalnianym Courrières, założonym w 1852 roku.

## Przyczyny katastrofy
Z przeprowadzonej ekspertyzy wynika, że główną przyczyną katastrofy w kopalni była eksplozja pyłu węglowego, co spowodowało zniszczenie szybów oraz zawalanie się stropów chodników kopalnianych. W kopalni w Courrières wypadki spowodowane eksplozją metanu były bardzo rzadkie, z tego względu najczęściej przytaczaną hipotezą jest teoria o zgromadzeniu się znacznej ilości pyłu, którego wybuch spowodowały lampy oświetlające szyb.
Stosowanie lamp naftowych powodowało katastrofy oraz wybuchy pożarów, dlatego inspektorzy górniczy starali się o wymianę oświetlenia na bezpieczniejsze elektryczne, jednakże w chwili wybuchu w 1906 roku większość kopalń nadal używała lamp naftowych, przez co ryzyko wybuchu metanu lub innych gazów było duże. Także w kopalni Courrières stosowano oświetlenie składające się głównie z lamp naftowych, dlatego właśnie eksplozję od zapalonych lamp uznaje się za główną przyczynę katastrofy.
Rozważono też hipotezę zakładającą niedopatrzenie przez nadzór kontroli stężenia metanu, przez co gazy zebrane w kopalni doprowadziły do eksplozji. Brak świadków, a także fakt, że nie można było za pomocą ówczesnych technologii stwierdzić stężenia tego gazu przed eksplozją, spowodował, że eksperci skupili się na hipotezie o wybuchu pyłu węglowego.

## Akcja ratunkowa
Mimo że akcję rozpoczęto zaraz po katastrofie, utrudniało ją słabe przeszkolenie francuskich ratowników i brak nowoczesnego sprzętu oraz technik ratowniczych. 12 marca przybyły specjalnie wyszkolone korpusy ratownicze z Paryża, a następnego dnia na miejsce katastrofy przyjechała specjalistyczna niemiecka brygada ratownicza, która miała znacznie większe doświadczenie oraz lepsze przeszkolenie. W kopalni w ciągu następnych dni udało się uratować wielu z pracujących wówczas górników. Jednakże środowiska związków zawodowych oraz organizacje lewicowe były wyraźnie zdenerwowane opieszałością i brakiem profesjonalnej reakcji na katastrofę ze strony władz; wkrótce po wypadku zaczęły organizować liczne strajki oraz protesty, które obiegły cały departament Nord.
Do 1 kwietnia wydobyto zaledwie 194 ciała górników, głównie dlatego, że większość szybów była zatamowana gruzem oraz innymi przeszkodami, a ówczesna technologia była mało innowacyjna w dziedzinie infrastruktury górniczej.
W wyniku katastrofy zginęło 1099 osób, a setki kolejnych odniosły liczne obrażenia lub poparzenia wysokiego stopnia. 30 marca udało się wydobyć grupę trzynastu górników, którym udało się przeżyć ponad dwa tygodnie pod ziemią. Dwóch najstarszych z nich otrzymało medal Legii Honorowej, natomiast pozostała jedenastka, w tym trzech górników poniżej osiemnastego roku życia, otrzymała ordery Médaille d'or de courage. Ostatni ocalały górnik został wydobyty na powierzchnię 4 kwietnia.

## Reakcja publiczna
Eksplozja w kopalni Courrières była jedną z pierwszych katastrof opisanych szeroko na łamach prasy. Prawo z 1881 roku gwarantowało mediom dużą niezależność, dzięki czemu relacje na temat katastrofy były obszerne, a także dostarczały najbardziej weryfikowalne fakty na ten temat. W leżącym o 42 km mieście Lille istniały wielkie korporacje wydawnicze, które wysyłały rzesze dziennikarzy oraz korespondentów opisujących wydarzenia z miejsca katastrofy.
Opinia publiczna była bardzo poruszona wielkością tragedii, stąd na masową skalę organizowano zbiórki pieniędzy na rzecz poszkodowanych. W ciągu następnego tygodnia po katastrofie zebrano ponad 750 000 franków na rzecz górników, wśród których wielu straciło pracę, a przez to możliwość utrzymania swoich rodzin. Dzięki podobnym zbiórkom wiele rodzin otrzymało niezbędną do życia pomoc.
Mimo starań, aby nie rozprzestrzeniać strajku na kolejne departamenty, 18 marca rozpoczął się ogólnonarodowy strajk górników, który sparaliżował kraj. Wkrótce potem rządowi za pośrednictwem ówczesnego Ministra Spraw Wewnętrznych Georges'a Clemenceau udało się doprowadzić do porozumienia ze stroną strajkującą.